# Eleutherodactylus paramerus
Eleutherodactylus paramerus (tên tiếng Anh: Ranita Paramera) là một loài ếch trong họ Leptodactylidae. Chúng là loài đặc hữu của Venezuela.
Môi trường sống tự nhiên của chúng là đồng cỏ ở cao nhiệt đới hoặc cận nhiệt đới. Loài này đang bị đe dọa do mất môi trường sống.